# JAPAN PREMIUM BEST
《JAPAN PREMIUM BEST》是中国歌手阿兰·达瓦卓玛以alan之名在日本发行的第一张精选辑，收录了自alan出道以来的十四张单曲，将于2011年3月2日以三种版本的形式发售，CD+DVD+迷你專輯版本的名称为《JAPAN PREMIUM BEST & MORE》。

## 概况
CD ONLY版本，将以1CD的形式发售，收录了自alan出道以来的十四张单曲，共十五首歌曲。
CD+DVD+迷你專輯版本将以2CD+DVD的形式发售，其中第二张CD将收录包括小说裏閻魔的主题曲《eternal love 〜恋の花〜》在内的四首新曲，附赠alan同福井敬的合作单曲《愛は力》；，初回限定生産盤版本还将附赠SOUL'd OUT合作的网络配信单曲《不要忘记》。
DVD将收录alan自出道以来的十四张单曲的PV合集。
CD+DVD+迷你專輯的初回限定生産盤版本还将附赠alan的40页写真集、台历以及图标。

## 收录内容

### CD ONLY
1. （明日赞歌）
  - 作词：野島伸司　作曲：菊池一仁　编曲：中野雄太
2. （同心）
  - 作词：吉元由美　作曲：菊池一仁　编曲：中野雄太
3. （怀念的未来～longing future～）
  - 作词：大貫妙子　作曲：菊池一仁　编曲：中野雄太
  - NHK电视台的《NHK地球エコ2008 SAVE THE FUTURE》节目的主题曲
4. （天空之歌）
  - 作词：岩里祐穂　作曲：菊池一仁　编曲：中野雄太
5. （风捎来的信）
  - 作词：岩里祐穂　作曲：菊池一仁　编曲：中野雄太
6. （RED CLIFF～心·战～）
  - 作词：松井五郎　作曲：菊池一仁　编曲：岩代太郎
  - 电影（赤壁）的日文主题曲
7. （眷顾的甘霖）
  - 作词：古内東子　作曲：菊池一仁　编曲：中野雄太
8. （群青的山谷）
  - 作词：Cocco　作曲：Cocco　编曲：tasuku
  - 读卖电视台的节目的片尾曲
  - music.jp TV-CF歌曲
9. （久远的河）
  - 作词：松井五郎　作曲：岩代太郎　编曲：中野雄太
  - 电影《赤壁》下部（レッドクリフ Part II -未来への最終決戦-）的日文主题曲
10. （BALLAD～无名恋歌～）
  - 作词：kenko-p　作曲：菊池一仁　编曲：中野雄太
  - 电影的主题曲
11. Swear（Swear）
  - 作词：aico、宮川ユカ　作曲：菊池一仁　编曲：河野圭
  - 波路梦公司“Blanchul Mini Series”电视广告主题曲
12. Diamond（Diamond）
  - 作词：藤林聖子　作曲：菊池一仁　编曲：ats-
  - 动画片《犬夜叉 完结篇》的片尾曲
13. Over the clouds（Over the clouds）
  - 作词：山本成美　作曲：菊池一仁　编曲：中野雄太
  - PSP游戏《GOD EATER》的片頭曲
14. （迎风的花）
  - 作词：松井五郎　作曲：菊池一仁　编曲：中野雄太
  - 电影《福勒绝望剑（日语：必死剣 鳥刺し）》的主题曲
15. （沉眠在雪中的悲伤）
  - 作词：伊勢正三　作曲：長岡成貢　编曲：長岡成貢
  - 时代剧电影《樱田门外之变》的主题曲

### 迷你專輯
1. - 作词：宮川ユカ　作曲：菊池一仁　编曲：-
  - 动画电影《藏獒多吉》的主题曲
2. - 作词：宮川ユカ　作曲：菊池一仁　编曲：tasuku
3. - 作词：Kenn Kato（日语：Kenn Kato）　作曲：菊池一仁　编曲：
  - 小说《裏閻魔》的主题曲
4. - 作词：-　作曲：-　编曲：-

#### 普通版附赠曲
1. （爱就是力量）
  - 作词：なかにし礼　作曲：浜圭介　编曲：若草恵
  - 东京电视台时代剧《战国疾风传 二人的军师 让秀吉获得天下的男人们（日语：戦国疾風伝 二人の軍師 秀吉に天下を獲らせた男たち）》的主题曲
  - 同日本歌手福井敬（日语：福井敬）的合作单曲

#### 初回限定生产盘 附赠曲
1. 不要忘记（日语：忘れないで (S'capade feat. alanの曲)）
  - 作词：Shinnosuke（日语：SOUL'd OUT）　作曲：Shinnosuke（日语：SOUL'd OUT）　编曲：
  - 同SOUL'd OUT（日语：SOUL'd OUT）合作的网络配信单曲
2. （爱就是力量）
  - 作词：なかにし礼　作曲：浜圭介　编曲：若草恵
  - 东京电视台时代剧《战国疾风传 二人的军师 让秀吉获得天下的男人们（日语：戦国疾風伝 二人の軍師 秀吉に天下を獲らせた男たち）》的主题曲
  - 同日本歌手福井敬（日语：福井敬）的合作单曲

### DVD
1. 久遠の河
2. BALLAD～名もなき恋のうた～
3. Swear
4. Diamond
5. 風に向かう花
6. 悲しみは雪に眠る